# 港鐵總部大樓

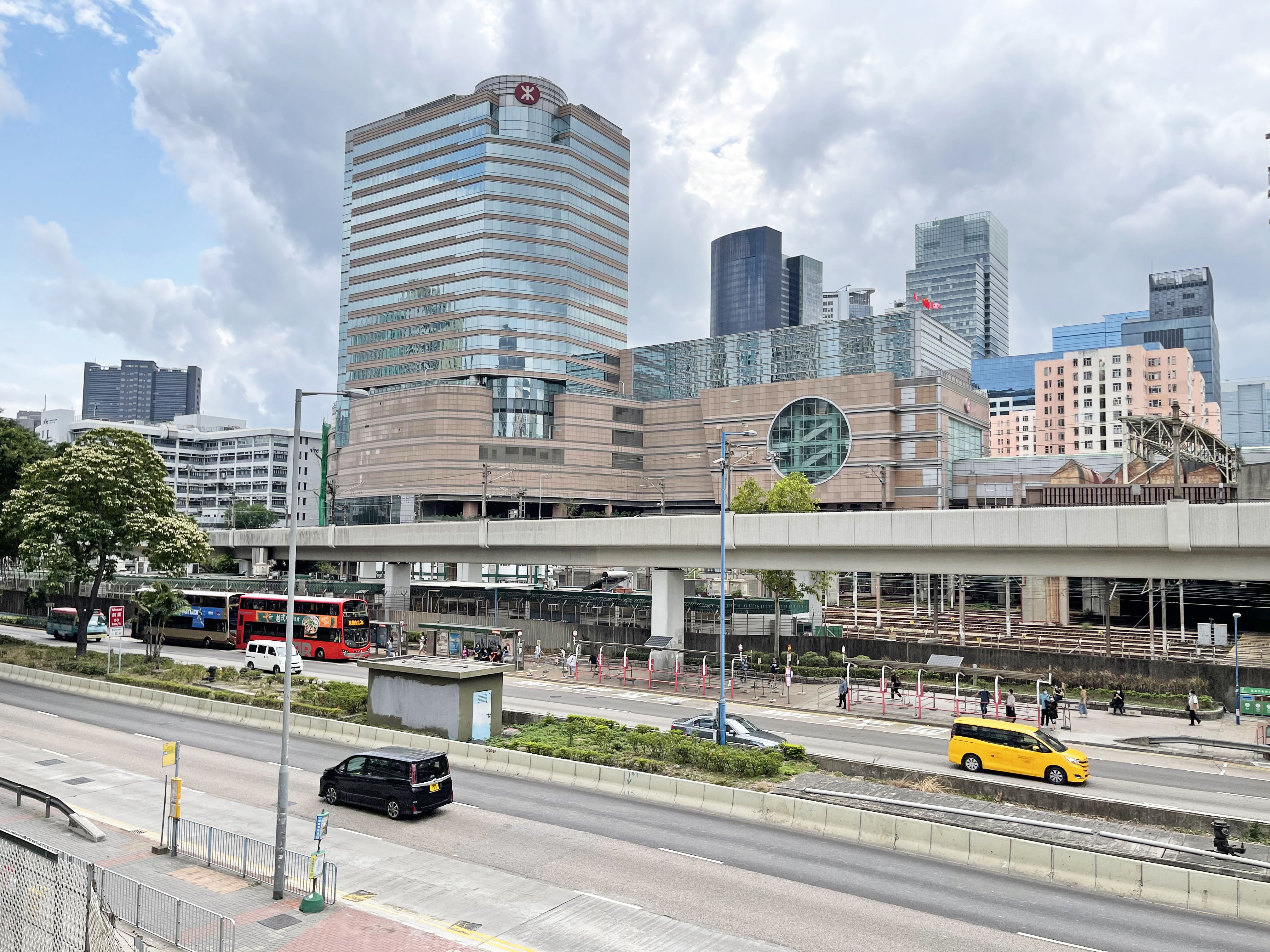
港鐵總部大樓外觀（2021年3月）

港鐵總部大樓（英語：MTR Headquarters Building）為香港鐵路有限公司的總部所在，位於香港九龍觀塘區九龍灣偉業街33號德福廣場2期。

## 歷史
港鐵總部大樓前稱為地鐵大廈（英語：MTR Tower），更前身為建於1978年的地下鐵路行政大樓及九龍灣車廠露天倉庫。
前地下鐵路行政大樓於1978年12月啟用，較毗鄰的德福廣場及九龍灣站更早建成，當時的大樓與德福花園其他住宅大廈一樣，均位處於同一個九龍灣車廠上蓋平台之上。
後來因應公司規模增長和擴充德福廣場，地下鐵路公司與新世界發展有限公司於1993年7月合作，把原有大樓拆卸重建，成為最後一個以非公開招標形式批出的地鐵/港鐵上蓋項目。其後，原址連同露天倉庫，重建成為兩座新辦公大樓、交通交匯處及德福廣場二期商場，到1996年10月完成重建，並於1997年完成回遷。在地下鐵路行政大樓重建期間，地鐵公司需在鄰近的其士商業中心購入若干樓層作臨時辦公室之用，而當時的地鐵公司員工亦需到其士商業中心的辦公室上班。
因應兩鐵合併，地鐵有限公司改稱為「香港鐵路有限公司」。因此，地鐵大廈亦於2007年12月2日起更名為港鐵總部大樓。
2015年12月，原先位於此大樓附翼7-8樓的車務訓練中心關閉，兩年後改建為德福廣場二期商場的一部分。

## 樓層分佈
辦公樓層共有15層，附翼改建前大樓樓面積為33,500平方米，由7樓至23樓（不設13及14樓）。
- 23樓 - 企業傳訊部、企業關係部、管治及公司秘書部、秘書及法律部、行政總裁、總監會、行政人員餐廳（Executive Dining Room）
- 22樓 - 內部審核部、投資客戶關係部、秘書及法律部、企業關係部
- 21樓 - 投資物業部、物業發展部
- 20樓 - 採購及供應鏈部、項目及工程商務管理部
- 19樓 - 物業工程部、物業管理部、城市規劃部
- 18樓 - 財務部、企業財務部、庫務部、投資控制及財務管理部、行政部
- 17樓 - 財務部
- 16樓 - 車務策略管理部、策劃及發展部
- 15樓 - 車務部、車務策略管理部、香港客運服務
- 12樓 - 澳洲業務部、中國內地及澳門業務－策劃及支援部、中國及國際業務－運營部、中國內地物業部、物資及倉務部、香港客運服務
- 11樓 - 香港客運服務
- 10樓 - 資產管理及管治辦公室、技術及工程事務部
- 9樓 - 資訊科技服務部
- 8樓 - 人力資源管理部、人力資源管理 - 中國及國際業務部、人力資源變革項目部、績效及獎酬管理部、人才管理部、港鐵學院[5]（附翼部分為德福廣場2期商場部分）
- 7樓 - 企業保安部、企業策略部、全球創新部、學習及發展部、行政部（附翼部分為德福廣場2期商場部分）
- 3-6樓 - （德福廣場2期商場部分）
- 2樓 - 大堂、港鐵儲蓄互助社、員工福利組、演講廳、員工八達通補領櫃位
- 1樓 - 保安中心、停車場、機房
- 地下 - 停車場、九龍灣車廠牽引變電站

## 圖集

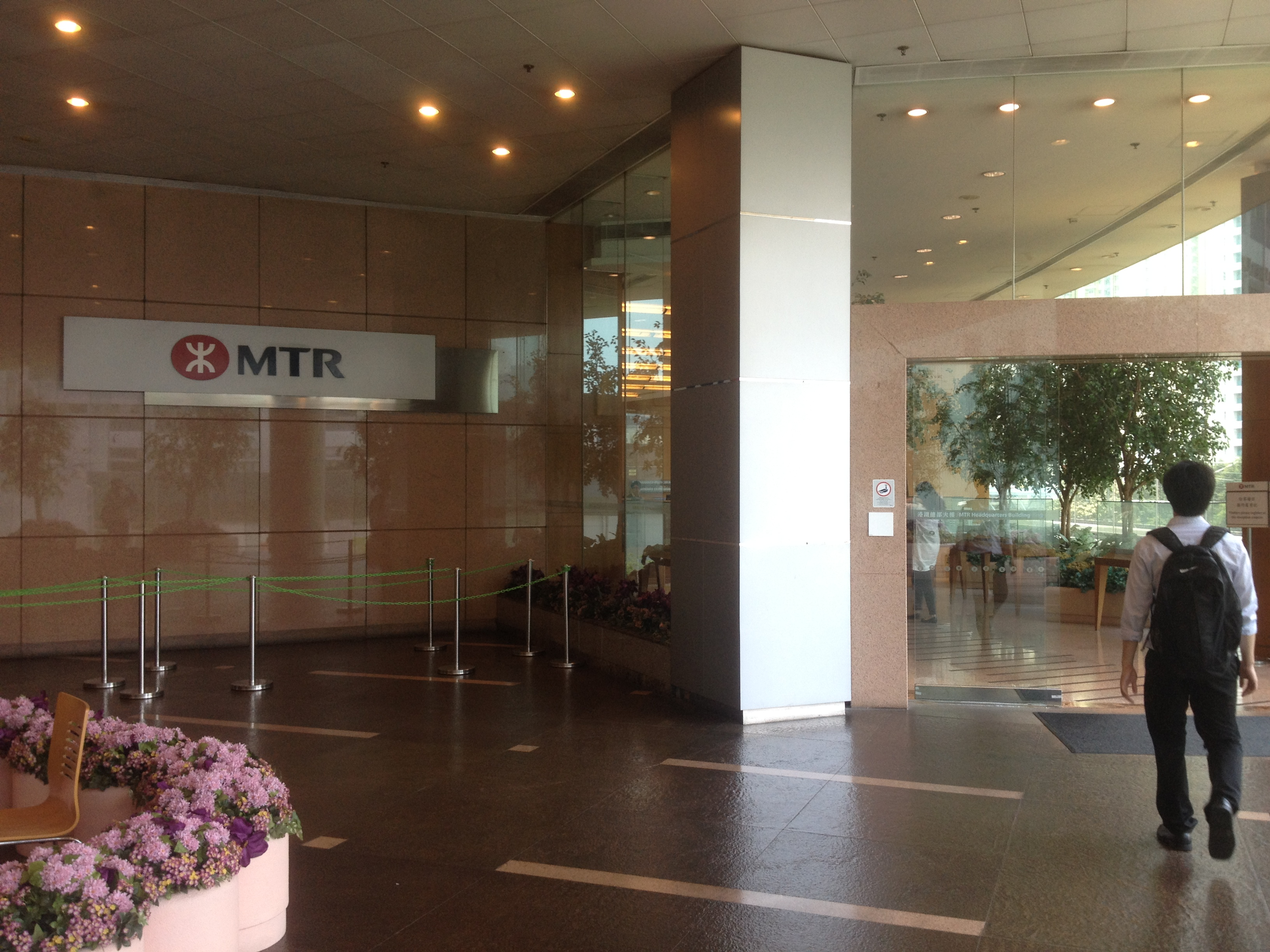
正門入口
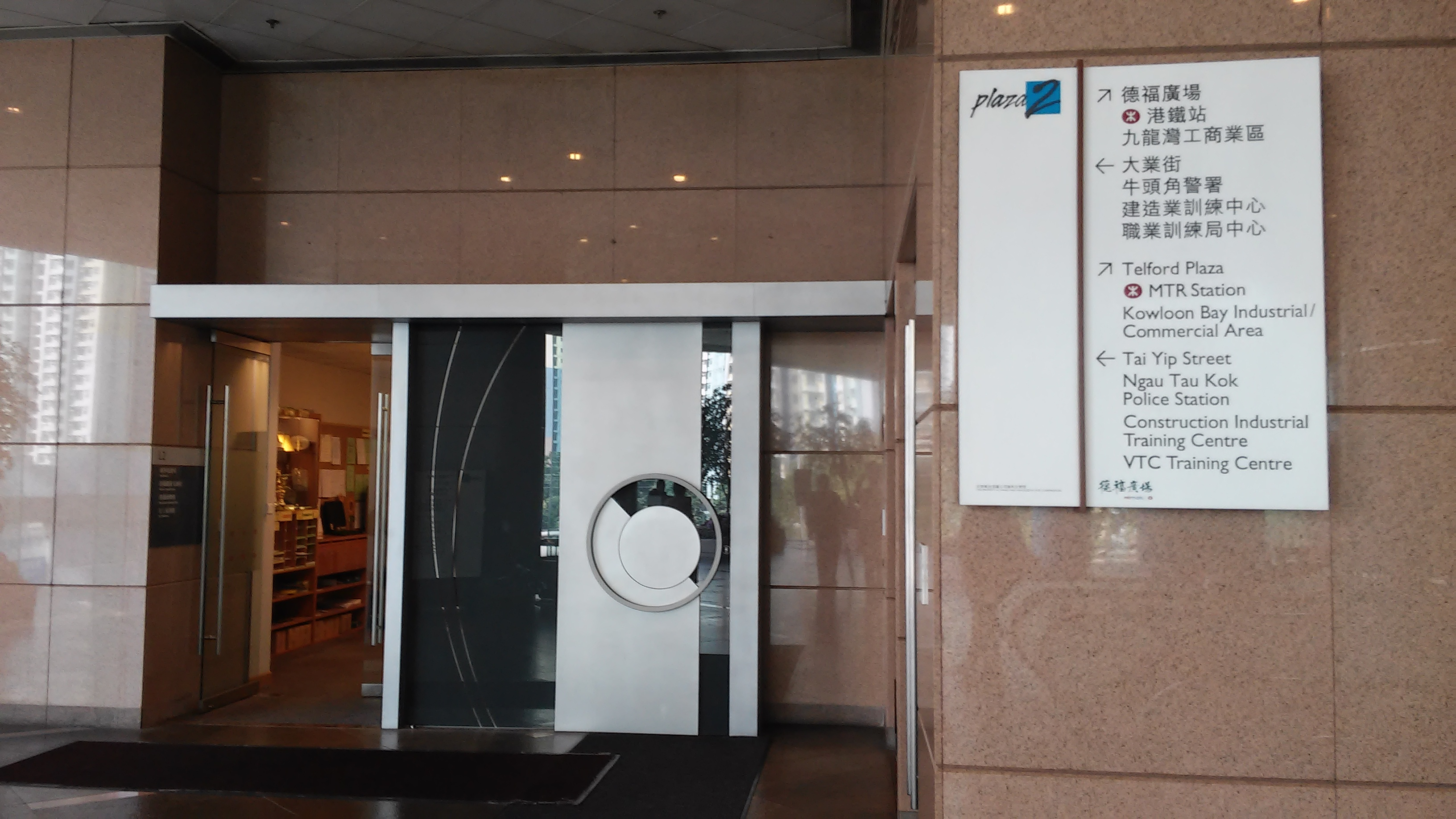
員工福利組及港鐵儲蓄互助社，位於大樓正門對出
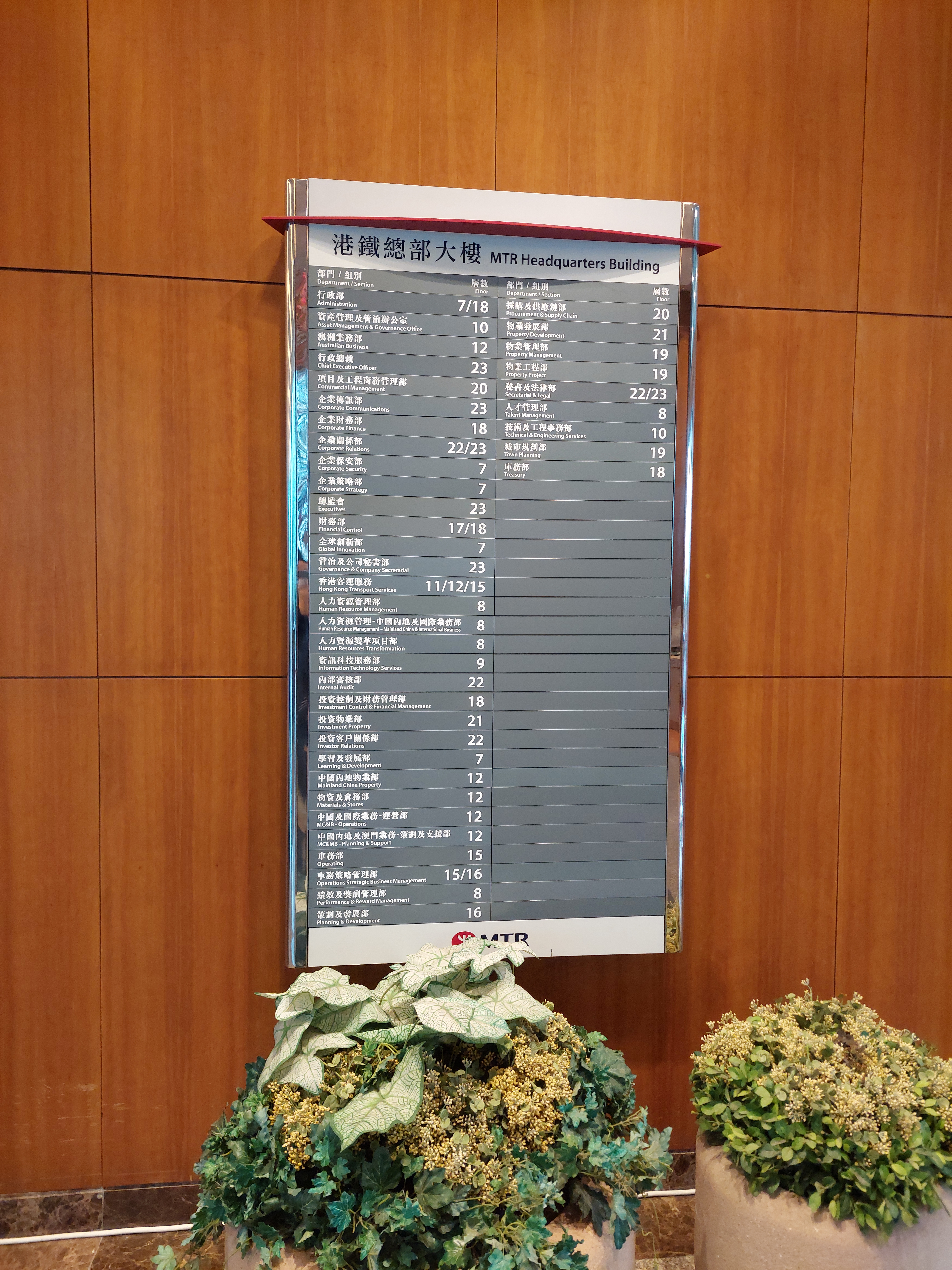
大堂樓層指示牌

## 交通
另港鐵公司於平日辦公時間，設有員工穿梭巴士接載員工及承辦商，來往火炭鐵路大樓，班次為每小時一班。